# Grøn er vårens hæk
Grøn er vårens hæk (Aprilvise) (Deens voor De haag is groen van lente) is een compositie van Niels Gade. Het is een toonzetting van het gelijknamige gedicht van Poul Martin Møller. Hij schreef het in 1819, maar het werd pas in 1825 voor het eerst gepubliceerd
Carl Nielsen gebruikte hetzelfde gedicht voor lied nummer 7 in Ti dansk småsange (FS114)